# Stephen-Aldehyd-Synthese
Die Stephen-Aldehyd-Synthese ist eine Reaktion der organischen Chemie, bei der es sich um die Synthese von Aldehyden aus Nitrilen handelt. Die Reaktion wurde zuerst von Henry Stephen 1925 erwähnt.

## Übersichtsreaktion
Bei dieser Synthese werden die Nitrile mit Zinn(II)-chlorid behandelt, um kristallines Aldimin-Zinnchlorid zu erhalten, welches dann hydrolysiert wird.

## Reaktionsmechanismus
Im Folgenden wird der postulierte Reaktionsablauf erklärt:
Durch Zugabe von Chlorwasserstoff reagiert das Nitril (1) in Ether zum korrespondierenden Salz (2). Es wird angenommen, dass dieses Salz durch eine Einelektronenübertragung vom Zinn(II)-chlorid reduziert wird (3a und 3b). Das entstandene Salz (4) fällt nach einiger Zeit als Aldimin-Zinnchlorid (5) aus. Durch Hydrolyse von 5 entsteht ein Carbonsäureamid (6) aus welchem dann ein Aldehyd (7) entsteht.
Substituenten, die die Elektronendichte erhöhen, begünstigen die Bildung des Aldimin-Zinnchlorid-Addukts. Durch elektronenziehende Substituenten wird die Bildung des Amidchlorids erleichtert.
Früher lag der Erfolg der Reaktion darin, dass das Aldimin-Zinnchlorid ausgefallen ist, mit Ether gewaschen und anschließend hydrolysiert wurde. Es wurde jedoch herausgefunden, dass es nicht notwendig ist das Aldimin-Zinnchlorid aus der Lösung zu entfernen. Das Präparat kann direkt in der Lösung hydrolysiert werden.
Diese Reaktion ist ertragreicher, wenn aromatische Nitrile anstatt aliphatischer Nitrile verwendet werden. Aber auch bei einigen aromatischen Nitrilen ist die Ausbeute gering (z. B. 2-Formylbenzoesäureethylester).